# Disomnia
La disomnia  es una clasificación de alteraciones  del sueño que hacen difícil conciliar el sueño, o mantenerse dormido.

## Marco teórico
Las disomnias son trastornos primarios de inicio o mantención del sueño o de somnolencia excesiva y se caracterizan por una alteración en la cantidad, calidad, o el momento de dormir.
Los pacientes se pueden quejar de dificultad para conciliar el sueño o permanecer dormido, vigilia intermitente durante la noche, despertar precoz, o combinaciones de cualquiera de ellos. Episodios transitorios son generalmente de poca importancia. El estrés, la cafeína, el malestar físico, dormir una siesta durante el día y una hora de acostarse temprana son factores comunes.

## Principales tipos de disomnias
Hay más de 30 tipos reconocidos de disomnias. Los grupos principales de disomnias incluyen:
- Trastornos intrínsecos del sueño - 12 trastornos reconocidos, incluyendo.
  - Hipersomnia
  - Narcolepsia
  - Síndrome de movimientos periódicos de las piernas
  - Síndrome de piernas inquietas
  - Apnea del sueño.
- Trastornos del sueño extrínsecos - 13 trastornos reconocidos, incluyendo.
  - los trastornos del sueño dependientes del alcohol
  - Alergia a los alimentos
  - Insomnio
  - Rutina de sueño insuficiente.
- Trastorno del ritmo circadiano, tanto intrínsecos como extrínsecos - 6 trastornos reconocidos, incluyendo.
  - Síndrome de la fase avanzada del sueño
  - Síndrome de la fase del sueño retrasada
  - Jet lag
  - Desorden de sueño por turno de trabajo.

## Tratamiento
En general, hay dos grandes clases de tratamiento, y los dos se pueden combinar: psicológicas (cognitivo-conductual) y farmacológico. En situaciones de sufrimiento agudo, como una reacción de dolor, las medidas farmacológicas pueden ser las más apropiados. Con el insomnio primario, sin embargo, los esfuerzos iniciales deben ser de base psicológica. Otros tratamientos específicos adecuados para algunos de los trastornos, como la ingestión de la hormona melatonina y terapia de luz brillante para  trastornos del ritmo circadiano. Especialistas en el sueño en Medicina están capacitados para diagnosticar y tratar estos trastornos.